# Morten Suurballe
Morten Suurballe (født 8. marts 1955 i København) er en dansk skuespiller.
Han er uddannet på Statens Teaterskole i 1978 og siden ansat på bl.a. Jomfru Ane Teatret og fra 1992 Det Kongelige Teater .
Gift med skuespillerinden Julie Wieth. Ægteskabet blev opløst i 2003. Far til tre børn, deriblandt Johan Suurballe Wieth.
Han blev Ridder af Dannebrogordenen 3. december 2003, og januar 2013 Ridder af 1. grad.

## Filmografi

### Film
- Kniven i hjertet (1981)
- Flamberede hjerter (1986)
- Et skud fra hjertet (1986)
- Opbrud (1988)
- Drengene fra Sankt Petri (1991)
- En dag i oktober (1991)
- Snøvsen (1992)
- Frække Frida og de frygtløse spioner (1994)
- Menneskedyret (1995)
- Carmen og Babyface (1995)
- Mimi og madammerne (1998)
- Manden som ikke ville dø (1999)
- Slip hestene løs (2000)
- Voksne mennesker (2005)
- Bag det stille ydre (2005)
- Rene hjerter (2006)
- Guldhornene (2007)
- Skyskraber (2011)
- Fuglene over sundet (2016)
- Den skyldige (2017)
- Gælden (2017)
- Skyggen i mit øje (2021)

### Tv-serier
- Far på færde (1988)
- Kirsebærhaven 89 (1989)
- Gøngehøvdingen (1991-92)
- Kald mig Liva (1992)
- Flemming og Berit (1994)
- Den hemmelige tunnel (1997)
- Hotellet (sæson 4, afsnit 7 & 8; 2002)
- Rejseholdet (2000-3)
- Ørnen (2004)
- Jul i Valhal (2005) Thrym
- Forbrydelsen (2007)
- Album (2008)
- Forbrydelsen II (2009)
- Anstalten (2011)
- Forbrydelsen III (2012)
- Vikings (2014)
- Juleønsket (2015)
- Hun giver ikke op (2017)
- Tidsrejsen II (2024)